# Ohrid-Debar-Aufstand

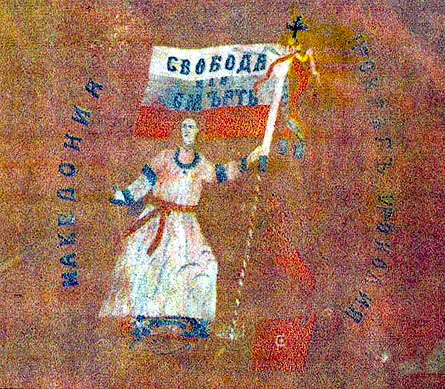
Eine Flagge der Aufständischen von Ohrid mit der Flagge Bulgariens und der Aufschrift Freiheit oder Tod

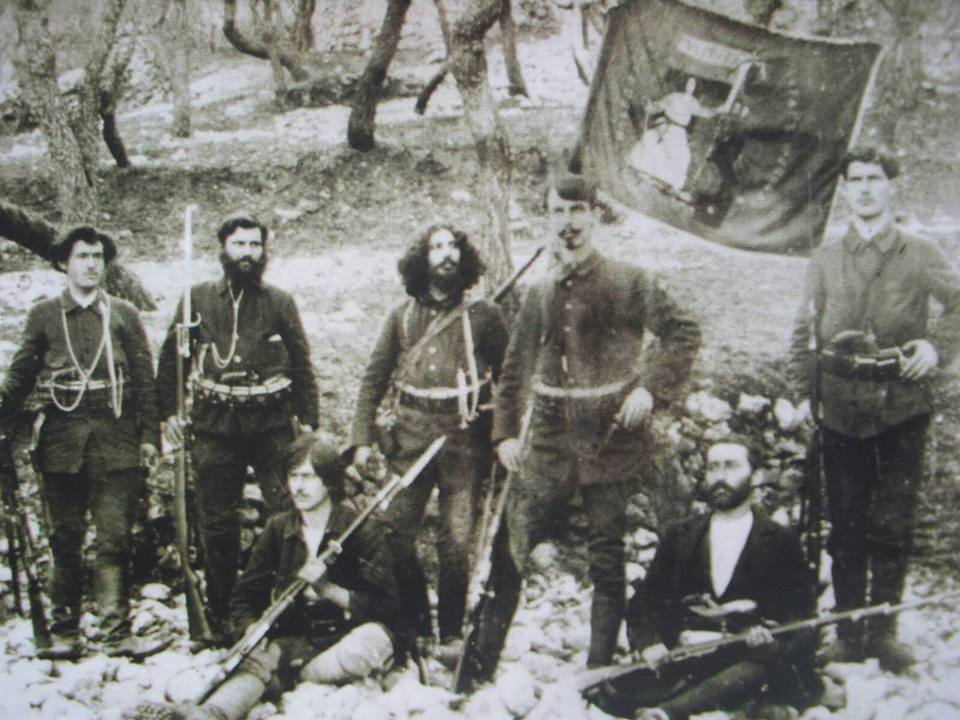
Die Tscheta von Petar Tschaulew mit der Fahne der Aufständischen von Ohrid

Der Ohrid-Debar-Aufstand (albanisch Kryengritja e Ohrit dhe Dibrës; mazedonisch Охридско-Дебарско востание; bulgarisch Охридско-Дебърско въстание) war eine Revolte im September 1913 im Westen der Region Vardar-Mazedonien im Jahr 1913 gegen die neue serbische Herrschaft. Sie fand zwei Monate nach dem Ende des Zweiten Balkankrieges in der Region um Debar, Struga und Ohrid statt.
In der bulgarischen Historiographie wird der Aufstand als „gemeinsame Aktion der bulgarischen und albanischen Bevölkerung gegen das serbische Regime“ dargestellt, die von der Inneren Makedonisch-Adrianopeler Revolutionären Organisation (VMORO) organisiert und von Petar Tschaulew und weiteren VMORO-Aktivisten (Milan Matow, Pawel Christow, Anton Schibakow) geführt worden sei. Hingegen spricht die Historikerin Katrin Boeckh von einer „albanische[n] Revolte“, deren „eigentliche Initiatoren“ albanische Aufständische gewesen seien und die durch den Einfall albanischer Truppen auf serbisches Territorium ausgelöst worden sei. Die VMORO-Freischärler hätten diese Gelegenheit nur genutzt, um die albanische Bevölkerung gegen die serbische Herrschaft aufzustacheln und aufseiten jener zu intervenieren.
Nach zwei Wochen langen Kämpfen gegen die 100.000 Mann starke reguläre Serbische Armee war der Aufstand blutig niedergeschlagen. Nach dem Bericht zur Untersuchung der Ursachen und des Verhaltens der Balkankriege der Carnegie Endowment for International Peace wurden viele bulgarische Intellektuelle verhaftet oder erschossen und eine Anzahl von Dörfern niedergebrannt. Über 25.000 Albaner flohen nach Albanien und über 30.000 Bulgaren nach Bulgarien.